# ریگو پارک
ریگو پارک( به انگلیسی:Rego Park) یکی از محله‌های منطقهٔ کویینز در شهر نیویورک است.

## جغرافیا
ریگو پارک از شمال با المهرست و کورونا از شرق و جنوب با فارست هیلز و از غرب با میدل ویلج همسایه است.